# Ota Masayuki
Masayuki Ota (sinh ngày 17 tháng 6 năm 1973) là một cầu thủ bóng đá người Nhật Bản.

## Sự nghiệp câu lạc bộ
Masayuki Ota đã từng chơi cho Montedio Yamagata.